# Grand Prix Drivers' Association
Grand Prix Drivers' Association (Asociace jezdců Grand Prix - GPDA) má jako hlavní náplň své činnosti řešení otázek bezpečnosti na tratích. V jejím čele stojí předseda Alexander Wurz a tři ředitelé, kterými jsou Anastasia Fowle, George Russell a Carlos Sainz Jr.

## Historie
GPDA byla založena 11. května 1961 a nejvíce aktivní byla v šedesátých a sedmdesátých letech. Hlavním cílem bylo zlepšit bezpečnostní předpisy. A tak během roku 1963 byly povinně předepsány nehořlavé kombinézy, přilby a na tratích byla zavedena vlajková signalizace. Od roku 1969 se používají hasicí přístroje ve voze a o rok později mizí z trati balíky slámy, které nahrazuje svodidlo. Bezpečnost na tratích byla často na seznamu jednání GPDA a několikrát to vedlo k bojkotům na tratích jako Spa-Francorchamps v roce 1969 a na Nürburgringu v roce 1970 a v roce 1976.
Dalším krokem vpřed byla paradoxně opět smrt, tentokrát musel zemřít Jochen Rindt, jediný mistr světa in memoriam. Od tohoto okamžiku musela každá trať projít schválením komisařů FIA. Přesto se našli organizátoři, kteří se čas od času bezpečnostním požadavkům FIA vzepřeli. Smutným příkladem je Grand Prix Španělska 1975, tehdy jezdci odmítli kvůli nedostatečným bezpečnostním opatřením nastoupit do závodu, organizátoři pohrozili, že jim zabaví vozy. Jezdci nakonec podlehli nátlaku, nenastoupil jen Emerson Fittipaldi, ale už po 29 kolech musel být závod stejně zastaven. Stommelen vyjel z tratě a zabil pět diváků, stojících v zakázaném prostoru. Podobná situace se opakovala o rok později na starém Nürburgringu, přezdívaným Zelené peklo. Tehdy Niki Lauda neuhořel jen díky obětavé pomoci Merzaria, Ertla, Edwardse a Lungera, FIA tento okruh okamžitě z kalendáře F1 vyškrtla, protestovat už si netroufl nikdo.
FIA začala přikládat bezpečnosti při závodech větší váhu, konstruktéři vozů museli upustit od mnohdy zajímavých technických řešení, přesto se znovu na tratích umíralo. Jednou z příčin byl i fakt, že se po tratích pohyboval často nevyškolený personál z řad dobrovolníků, následky byly katastrofální. Tom Pryce při Grand Prix Jihoafrické republiky 1977 narazil do 19letého studenta Jansena van Vuurena, který vykonával službu traťového komisaře. Pryce byl při tomto incidentu zasažen hasicím přístrojem do hlavy a na místě zemřel. Japonský divák nepřežil při kolizi Villeneuva a Petersona v Grand Prix Japonska. Ronnie Peterson zemřel při nehodě v Monze, Patrick Depailler při testech Alfy Romeo na Hockenheimringu, Clay Regazzoni ochrnul po havárii v USA. FIA zareagovala tím, že na všech tratích zavedla povinnou lékařskou službu, kde sloužili specialisté na úrazy. Musely přijít další tragédie, aby se vyžadovala také přítomnost záchranného vrtulníku.
Když už se zdálo, že situace je téměř dokonalá a GPDA pozvolna upadala a téměř zanikla, přišlo další kruté varování Grand Prix San Marina 1994. Po tragické smrti Ayrtona Senny a Rolanda Ratzenbergera na okruhu Imola, znovu jezdci navázali na tradice GPDA. GPDA i v současnosti bojuje především za bezpečnost pilotů a úzce spolupracuje s FIA.
Asi největším sporem mezi GPDA a FIA byla situace kolem Grand Prix USA 2005, kdy se na Michelin, jež ze závodu odstoupil z bezpečnostních důvodů, snesla ze strany FIA vlna kritiky.